# Kiên Giang FC
Der Kiên Giang FC, auch als Kienlongbank Kiên Giang FC (vietnamesisch Câu lạc bộ bóng đá Kienlongbank Kiên Giang) bekannt, war ein Fußballverein aus Rạch Giá, der zuletzt in der höchsten vietnamesischen Liga, der V.League 1, spielte.
Der Verein wurde 1998 gegründet und 2013 aufgelöst.

## Erfolge
- Vietnamese Second League: 2010
- V.League 2: 2011 (Vizemeister)

## Stadion
Seine Heimspiele trug der Verein im Rạch Giá Stadium in Rạch Giá aus. Das Stadion hat ein Fassungsvermögen von 6000 Personen.

## Saisonplatzierung
| Saison | Liga       | Platz | Vietnamese Cup |
| ------ | ---------- | ----- | -------------- |
| 2011   | V.League 2 | 2. ▲  | 1. Runde       |
| 2012   | V.League 1 | 10.   | Viertelfinale  |
| 2013   | V.League 1 | 11.   | Achtelfinale   |